# Svízel rakouský

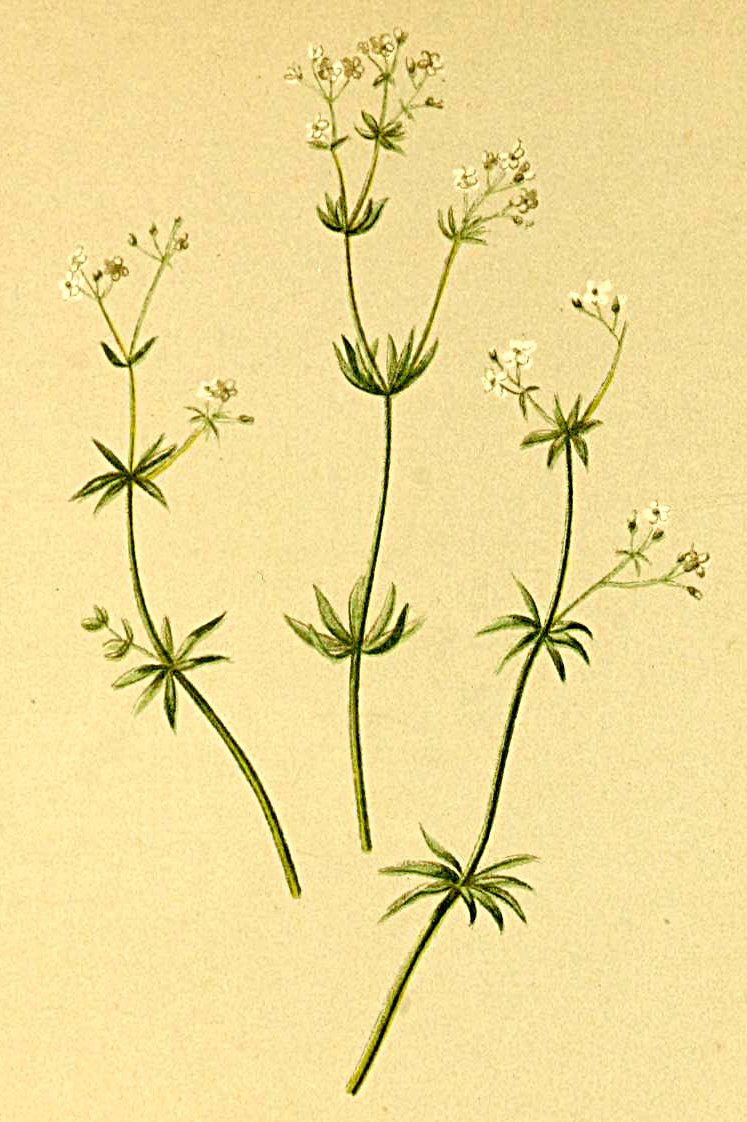
Nákres svízele rakouského

Svízel rakouský (Galium austriacum) je jedním z nejmenších druhů rodu svízel které rostou v České republice. Tento původní druh, patřící taxonomicky do okruhu Galium pumilum agg., se v ČR vyskytuje pouze v jediné nevelké oblasti.

## Výskyt
Druh s disjunktním areálem výskytu jenž se rozkládá od Alp v Rakousku přes Českou republiku, Slovensko, Maďarsko a Slovinsko až do Srbska. V Česku ho lze nalézt pouze na jedné lokalitě na jižní Moravě v Pavlovských vrších, na Slovensku je hojnější, roste tam ve Slovenském ráji, Strážovských vrších, Chočských vrších, Malých Karpatech, na Muráňské planině a Povážském Inovci.

## Ekologie
Osídluje osvětlené vápencovité nebo dolomitické skalnaté stráně a sutě kde si vybírá místa s jen slabě zapojeným bylinným porostem. Dává přednost vysýchavým, mělkým půdám které jsou bohaté na minerály.
Svízel rakouský se vyskytuje jako diploidní 2n = 22 a tetraploidní 2n = 44. V Česku a na Slovensku rostou pouze tetraploidní jedinci.

## Popis
Vytrvalá, jen řídce trsnatá bylina s lodyhami vysokými 15 až 25 cm které vyrůstají z tenkých větvených oddenků s propletenými kořeny. Čtyřhranné lodyhy jsou přímé nebo poléhavé, lysé nebo chlupaté, větvené a u báze někdy načervenalé; často společně s nimi rostou i sterilní přízemní prýty. Spodní internodia jsou velmi krátká, postupně se zvětšují a střední jsou 1,5 až 2,5krát delší než listy, ty bývají dlouhé 10 až 20 mm a široké 1 až 1,5 mm. Čárkovitě podlouhlé neb čárkovitě kopinaté listy, vyrůstající v pěti až osmičetných nepravých přeslenech, jsou lysé a lesklé, na okrajích podvinuté a na konci zašpičatělé s hrotem. Listy jsou slabě kožovité s výraznou střední žilku, mohou být hladké či drsné, mají barvu tmavě zelenou a po uschnutí černají.
Z paždí listů vyrůstají mnohokvětá, bohatě větvená latnatá květenství nesoucí drobné oboupohlavné květy na krátkých stopkách.
Květenství je v obrysu široce vejčité a někdy vyrůstá již ze samotného trsu. Kalich je nezřetelný, bílá až žlutobílá kolovitá koruna je velká 2 až 3 mm a má čtyři miskovité prohnuté, tupě zašpičatělé lístky. V květu jsou čtyři tyčinky a dvoudílný semeník se dvěma čnělkami. Květy rozkvétají v červnu a červenci, opylovány jsou hmyzem.
Plodem je tmavohnědá až černá dvounažka, lesklé ledvinovité merikarpy jsou 1,2 až 1,5 mm dlouhé a 1 mm široké a povrch mají pravidelně bradavičnatý. Druh se může v přírodě množit semeny (merikarpy) nebo rozrůstáním oddenků.

## Ohrožení
Svízel rakouský, rostoucí v ČR jen na jediné lokalitě, je velmi zranitelným druhem, navíc kvetoucích rostlin vyrůstá stále méně a méně. Je proto v „Červeném seznamu cévnatých rostlin České republiky z roku 2012“ vyhodnocen jako druh kriticky ohrožený (C1r).